# 中洲町 (徳島市)
中洲町（なかずちょう）は、徳島県徳島市の町名。内町地区に属している。西から中洲町一丁目、中洲町二丁目、中洲町三丁目と並ぶ。
郵便番号は〒770-0856。

## 統計
- 人口：571人（2025年1月。徳島市の調査より）
- 世帯数：286世帯（同上）

## 地理
元は福島町・塀裏町の各一部であり、1941年から現在の町名となる。
ひょうたん島南東部に位置する町で、町の南を吉野川の支流である新町川が流れ川岸にはケンチョピア（みなと公園）のヨットハーバーが広がる。町の東には同じく吉野川水系の助任川（福島川）が流れている。
西辺は牟岐線で、反対側の幸町とは南端（新町川河岸）のアンダーパスでのみ通じている。ただし歩行者・軽車両専用のアンダーパスがもう1ヶ所ある。なお中洲総合水産市場は中洲町ではなく幸町にある。

### 地形
- 河川：新町川、助任川

## 歴史
中洲町は江戸時代には、西に連なる幸町三丁目の大半・南内町の大半と共に新町川の河道だった。しかし堆積が進むと、1880年（明治13年）ごろには干潟・カヤ原となった。
江川克己 （1847年8月～1909年) は、この地を埋め立て港湾とすることを計画した。まず土地を名東郡から借り受け、1889年（明治22年）に徳島市議会議員・1893年（明治26年）に徳島県議会議員となり、1898年ごろまでに埋め立てを終え、所有権も手に入れた。
これにちなみこの地は江川新田と呼ばれた。住所表示は現在の幸町三丁目の大半・南内町の大半と共に「塀裏町土手外」だった。塀裏とは本来は寺島（牟岐線の西側）の地名である。
新町川河岸に川港の中洲港が築かれ、大阪行きの定期航路が発着するようになった。1922年（大正11年）には内務省指定の重要港湾の徳島港となった。しかし船舶の大型化に伴い徳島港は海岸へ移動し、旧・中洲港はヨットハーバーのケンチョピアとなった。
西端にはかつては寺島川が流れ、中洲港・徳島港の一部となり、河口には中洲橋が架かっていた。しかし1960年ごろ埋め立てられ暗渠化し、現在は寺島排水機場で新町川に排水されている。埋立地は寺島公園と徳島中央警察署になった。

## 施設

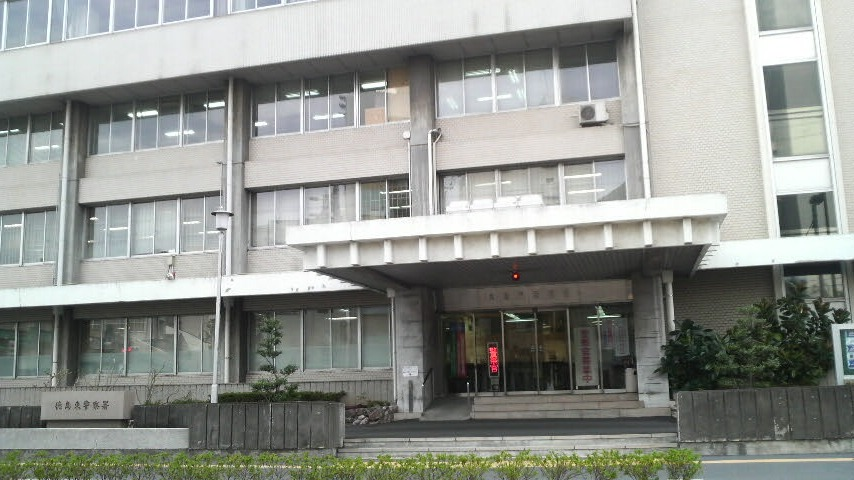
徳島中央警察署

### 公共施設
- 徳島中央警察署 - 中洲町一丁目
- 徳島県薬剤師会検査センター

### 公園
- ケンチョピア（みなと公園） - 中洲町一丁目、中洲町二丁目、中洲町三丁目
- 寺島公園[4][3] - 中洲町一丁目

### オフィス
- 三井住友海上火災保険徳島ビル - 中洲町二丁目
- AIG損害保険徳島支店

### 碑
- 江川克己彰徳碑 - 中洲町二丁目

## 交通

### 道路
- 一般国道
  - 国道55号
- 県道
  - 徳島県道190号徳島港線

### バス
- 徳島バス・徳島市営バス
  - 中洲町

### 橋
- かちどき橋 - 新町川を越えかちどき橋（地名）へ。
- 福島新橋 - 助任川を越え福島・新南福島へ。
- 中洲みなと橋 - 助任川を越え新南福島へ。